# Koźlin (Ukraina)
Koźlin (ukr. Козлин, Kozłyn) – wieś na Ukrainie, w obwodzie rówieńskim, w rejonie rówieńskim, w hromadzie Aleksandria. W 2001 liczyła 811 mieszkańców, spośród których 806 wskazało jako ojczysty język ukraiński, 4 rosyjski, a 1 inny.
W okresie międzywojennym wieś znajdowała się w granicach II RP, wchodząc w skład gminy Aleksandria w powiecie rówieńskim, w województwie wołyńskim.